# Musurgina
Musurgina là một chi bướm đêm thuộc họ Noctuidae.

## Loài
- Musurgina laeta Jordan, 1921